# Кадрування

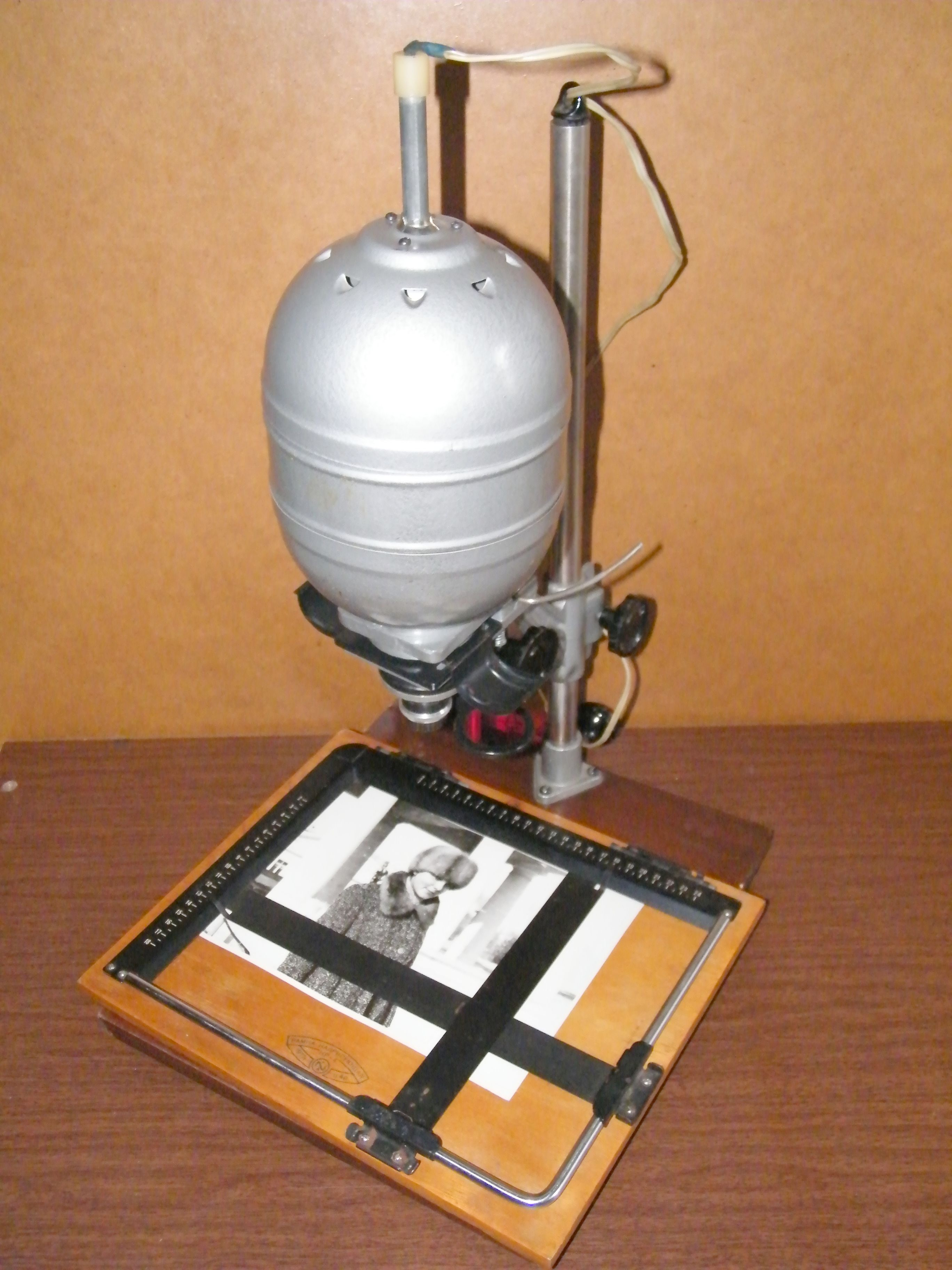
фотозбільшувач «Юність» та кадрувальна рамка, СРСР, 1977 рік

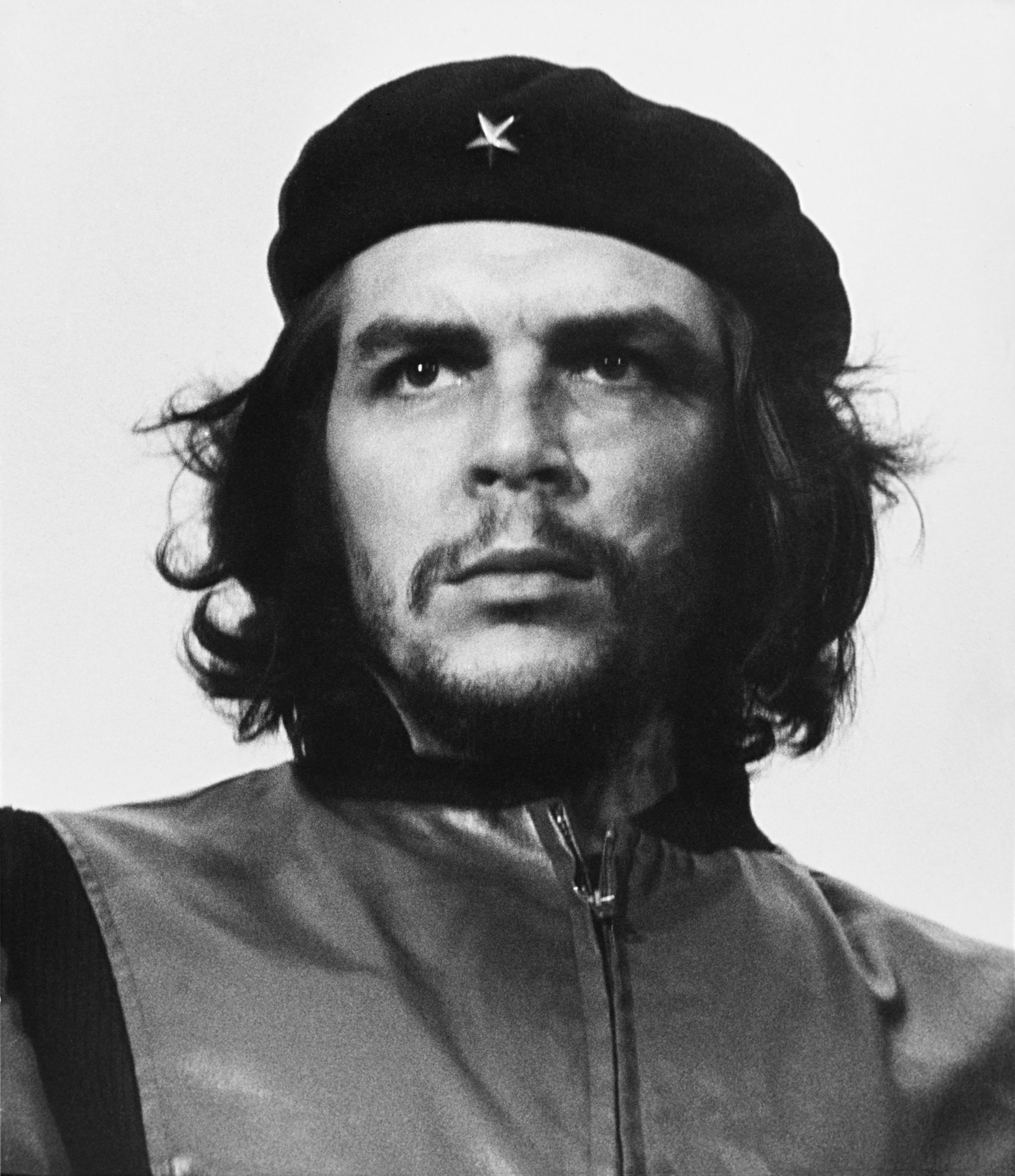
Кадрований знімок

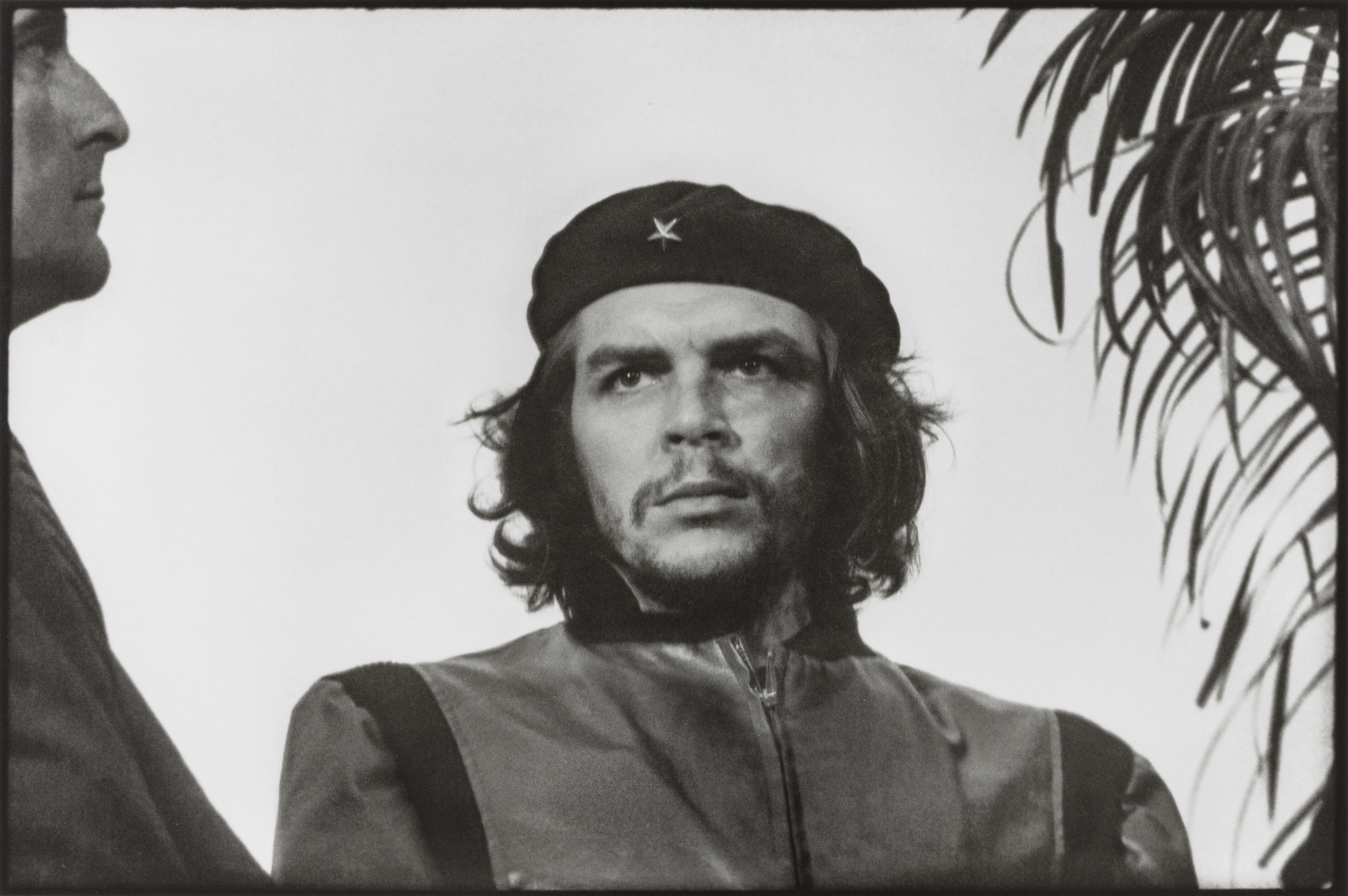
Оригінальний знімок

Кадрування (від фр. cadre — кадр) при фото-, кіно- і відеозйомці — оптимальне з точки зору композиції заповнення кадру відзнятою сценою.
Кадрування може виконуватись як на етапі зйомки, так і на етапі друку або редагування відзнятого зображення:
- кадрування на етапі зйомки виконується шляхом вибору точки зйомки, ракурсу і напрямку зйомки, а також кута зору і типу об'єктива для отримання необхідного розміщення об'єктів в полі зору видошукача і на підсумковому зображенні;
- кадрування на етапі друку або редагування відзнятої світлини виконується шляхом обрізування країв зображення та поворотом зображення відносно умовного горизонту.

При кіно- і відеозйомці кадрування виконується набагато ретельніше, ніж при фотографуванні на негативну плівку або цифрову фотокамеру через значно менші можливості виправлення неточностей кадрування.
Кадрування дозволяє залишити за межами кадру все несуттєве, що заважає сприйняттю зображення, випадкові об'єкти. Кадрування забезпечує створення певного образотворчого акценту на сюжетно важливій частині кадру.

## Цікаві факти
5 березня 1960 фотограф кубинської газети «Revolución» Альберто Корда фотоапаратом Leica M2 зробив всесвітньо відому фотографію «Героїчний партизан», на якій зображений кубинський революціонер Ернесто Че Гевара. Фотографія широко відома у відкадрованому варіанті.